# Erich Staude
Erich Staude (* 11. Februar 1938 in Bielefeld) ist ein ehemaliger deutscher Fußballtorwart.

## Karriere

### Oberliga-Jahre bei Meiderich (1960–1963)
Staude begann seine Karriere als Stürmer bei Union 02 Bielefeld und wurde später Torwart. Im jungen Erwachsenenalter hütete er das Tor des westfälischen Amateurklubs SpVgg Fichte Bielefeld, mit dem er in der Verbandsliga Westfalen, der höchsten Amateurliga antrat. 1960 wechselte er zum in der Oberliga West antretenden Meidericher SV. Die Oberliga West stellte damals die höchste Spielklasse im regional begrenzten Ligensystem dar. Bei den Meiderichern war er Teil einer Mannschaft, die überwiegend aus eigenen Jugendkräften bestand, und diente auf der Torwartposition als Ersatz für Hans-Joachim Sommer, der ursprünglich ebenfalls aus Bielefeld stammte und den MSV in diesem Jahr wieder verlassen hatte. Am 14. August 1960 erreichte er im Alter von 22 Jahren bei einem 5:2-Sieg gegen den TSV Marl-Hüls sein Oberligadebüt. Anschließend war er als Nummer eins zwischen den Pfosten gesetzt, doch wurde im Sommer 1961 mit Friedhelm Jesse vom Ligarivalen Westfalia Herne ein Konkurrent verpflichtet, der ihn sofort verdrängte. Entsprechend spielte er fortan kaum noch eine Rolle und erlebte nur als Ersatzspieler, dass sich der MSV 1963 für die neu geschaffene Bundesliga qualifizieren konnte. Bis dahin hatte er 22 Mal in der Oberliga auf dem Platz gestanden.

### Mit dem MSV in der Bundesliga (1963–1967)
Zwar gehörte Staude in der Saison 1963/64 dem ersten Bundesligakader des Meidericher SV an, doch wurde mit Manfred Manglitz ein Torhüter verpflichtet, der selbst den vor ihm gesetzten Friedhelm Jesse zum Ersatzmann degradierte. Daher blieb ihm nur die Rolle eines Zuschauers, als die als Abstiegskandidat geltende Elf unter Trainer Rudi Gutendorf in der ersten Austragung der Bundesliga zur Überraschungsmannschaft und am Ende der Spielzeit sogar zum Vizemeister wurde. Trotzdem blieb er dem Verein treu und konnte am 2. Januar 1965 bei einer 0:2-Niederlage gegen den 1. FC Kaiserslautern doch noch in der Bundesliga debütieren. Im Verlauf der Partie zeigte er eine ordentliche Leistung und musste das zweite Tor erst hinnehmen, als Meiderich in der Schlussphase alles nach vorn warf, um die drohende Niederlage abzuwenden. Ein 2:2-Remis gegen Hertha BSC am 20. März 1965 stellte seinen zweiten und letzten Bundesligaeinsatz dar. Er stand weiter im Kader des Meidericher SV, der im Januar 1967 in MSV Duisburg umbenannt wurde, doch wurde nicht mehr auf ihn zurückgegriffen.

### Zurück im Amateurlager (ab 1967)
Staude kehrte zur SpVgg Fichte Bielefeld zurück und wechselte 1968 zur Spvg Steinhagen, mit denen er 1969 und 1976 in die Verbandsliga Westfalen aufstieg. Er wurde in Steinhagen sesshaft und arbeitete als Installateur bei den Stadtwerken Bielefeld. Nach dem Ende seiner Spielerkarriere wurde er Trainer bei der Spvg Steinhagen, dem BV Werther, dem SC Halle, dem TuS Solbad Ravensberg und der TG Hörste. Sein jüngerer Bruder Horst Staude war ebenfalls Torwart und spielte für die DJK Gütersloh in der Regionalliga West.